# قط دون سفنيكس

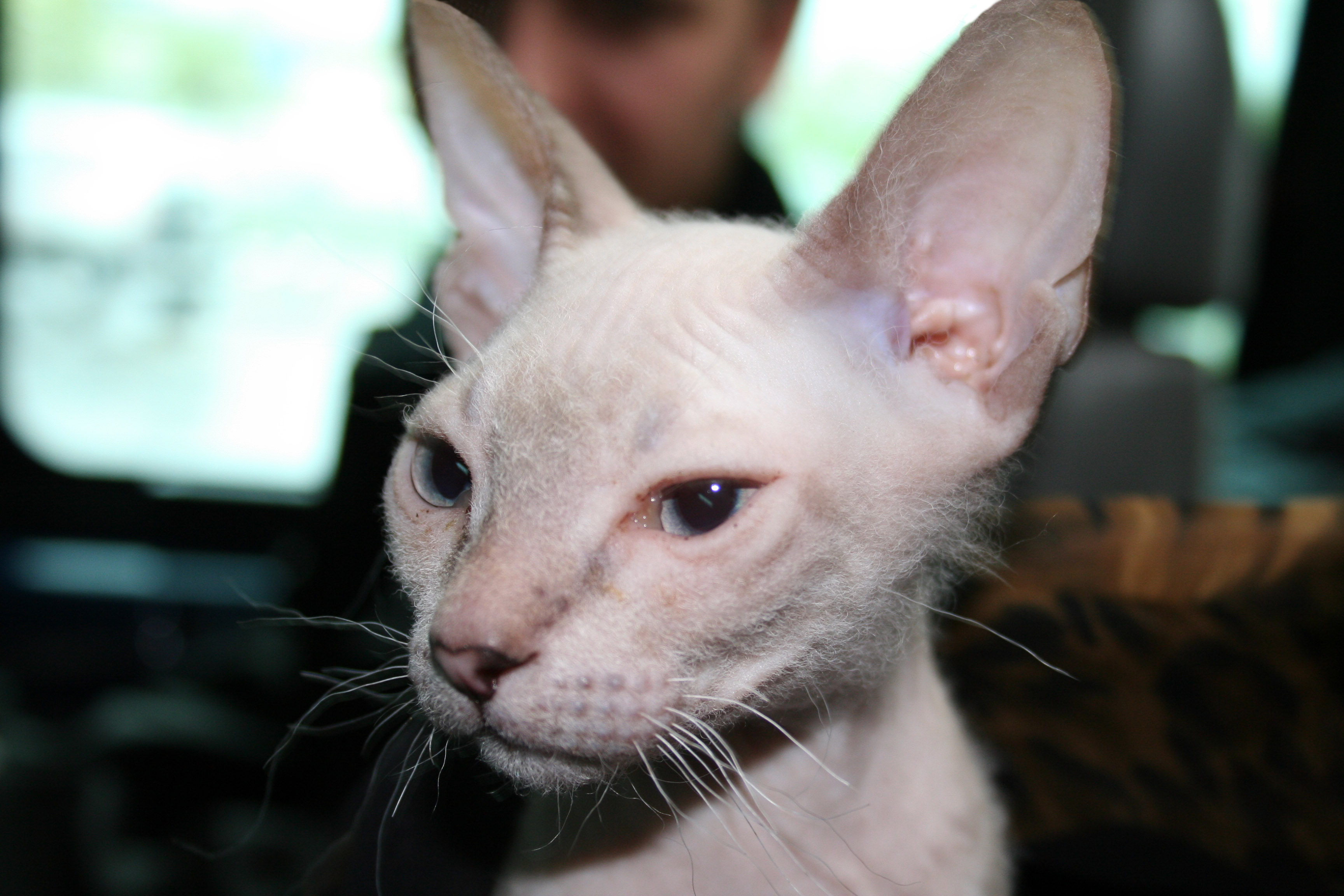

قط دون سفنيكس أو دونسكي (بالإنجليزية: Donskoy)‏ (بالروسية: Донской сфинкс) ، هي سلالة قطط بدون شعر لها أصل روسي حيث بدءت السلالة في عام 1987 حينما أكتشف أول قط بدون شعر في مدينة روستوف-نا-دونو بواسطة مربية القطط «إيلنا كوفاليفا» (بالإنجليزية: Elena Kovaleva)‏ .

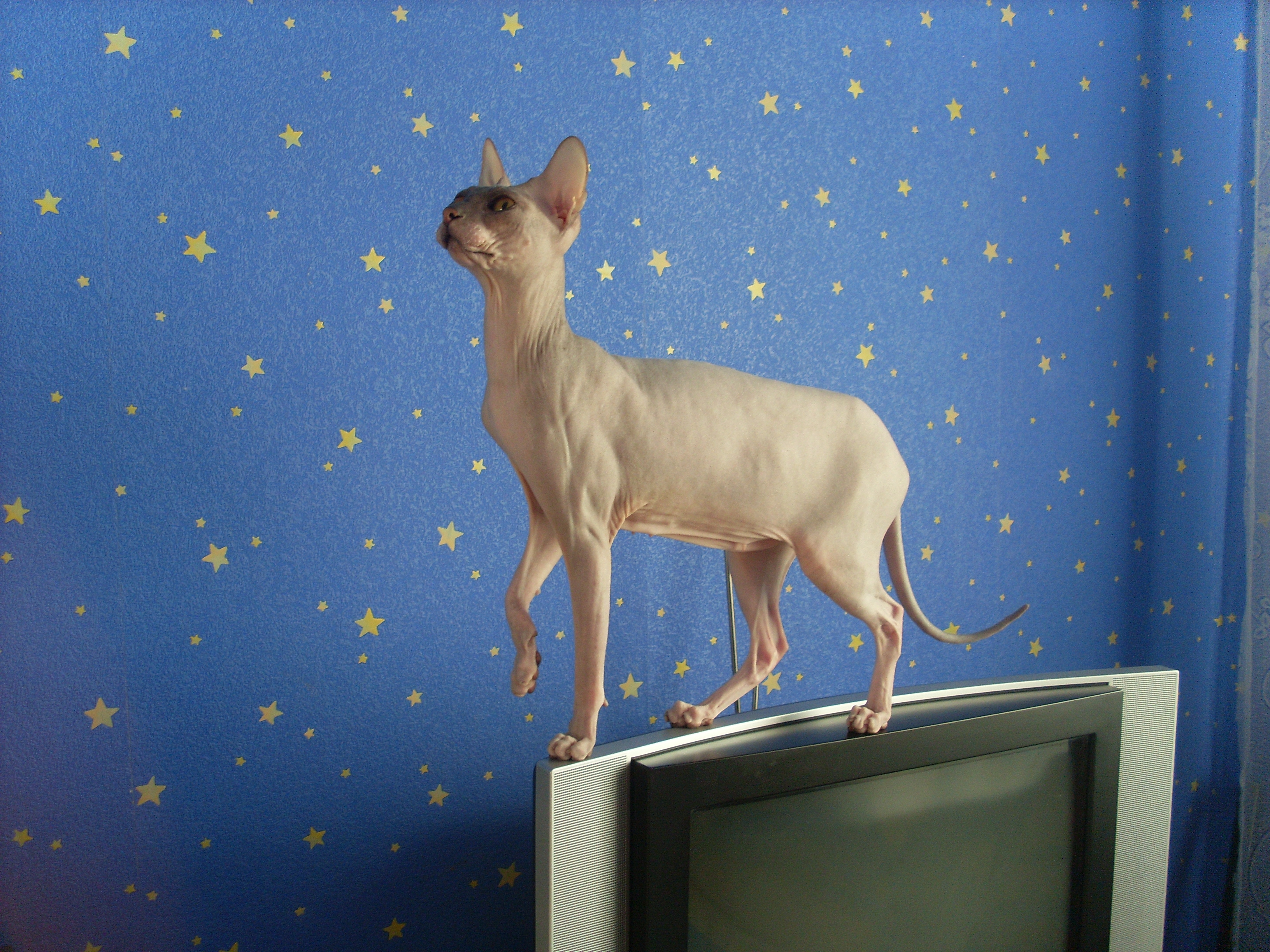